# 김승환 (탁구 선수)
김승환(1979년 1월 1일 ~)은 대한민국의 탁구 선수이다.
부산영선초등학교, 대광중학교와 시온고등학교를 졸업하고 포스데이타에 입단했으나 포스데이타 탁구부가 해체되는 바람에 신생팀 부천시청으로 이적하였다.
2005년 4월 홍콩 국가대표 출신의 곽방방 선수와 결혼하였으나 2년 10개월 만에 파경하였다.